# 新蛙亞目
新蛙亞目（学名：Neobatrachia）是两栖纲無尾目下的一個亞目，而無尾目是蛙和蟾蜍所屬的目。這個亞目的動物是無尾目中最高等的，並在無尾目下仍然存活的一個分支，從命名來看，“Neobatrachia”逐字亦為“新蛙”（命名來自希臘語，“neo”意為“新”，“batrachia”意為蛙）。也是到目前為止三個亞目中物種數目最大的，超過5000種不同的物種，共計超過96%的無尾目都屬於新蛙亞目。
始蛙亞目、中蛙亞目和新蛙亞目的不同主要基於解剖學上的不同，特別係骨骼的結構，還有一些外表的特徵和行為的不同。

## 分类
將無尾目分為始蛙亞目、中蛙亞目和新蛙亞目是有點小爭議的，更多研究表明，這三種蛙其實不同之處不是十分明確，因為有些特徵不僅適用於某一種蛙。
新蛙亞目通常下分為五個总科。但這種分類法也是有爭議的，因為不同的學者會將同一種蛙分至不同的科。另外，一些科已顯示出有並系群的特徵，因此將它們分成不同的演化枝，根據血緣造成進化群。這近乎已將近期發現的新蛙亞目蛙的數量加倍。 

### 科系列表
以下是普遍被許多學者接受列入新蛙亞目的各科： 
- 真正的蛙（包括亞洲角蛙科 Ceratobatrachidae，叉舌蛙科 Dicroglossidae，小岩蛙科 Micrixalidae，昏蛙科 Nyctibatrachidae，石蛙科 Petropedetidae，蟾蛙科 Phrynobatrachidae，皱蛙科 Ptychadenidae，箱头蛙科 Pyxicephalidae，赤蛙科 Ranidae）
- 真齒蛙科 Amphignathodontidae– 有袋蛙（有時被列為扩角蛙科 Hemiphractidae）
- 隱林蛙科 Aromobatidae– 臭鼬蛙（有時列入叢蛙科）
- 節蛙科 Arthroleptidae
- 短頭蟾科 Brachycephalidae
- 蟾蜍科 Bufonidae– 真正的蟾蜍
- 智利蟾科 Calyptocephalellidae（有時列入蟾蜍科）
- 瞻星蛙科 Centrolenidae – 玻璃蛙（包括疣蛙科 Allophrynidae）
- Craugastoridae Hedges, Duellmann & Heinicke, 2008（以前列為短頭蟾科）
- 角花蟾科 Ceratophryidae– 又名角蛙科，角蛙
- Conrauidae Nieden,1908
- 叢蛙科 Dendrobatidae– 箭毒蛙
- 卵齒蟾科 EleutherodactylidaeLutz, 1954（以前列為细趾蟾科）
- 沼蟾科 Heleophrynidae– 鬼蛙
- 肩蛙科 Hemisotidae– 鯊鏟蛙
- 雨蛙科 Hylidae– 真正的樹蛙，與幽蛙科 Cryptobatrachidae、扩角蛙科 Hemiphractidae有親屬關係
- 若雨蛙科 Hylodidae
- 非洲樹蛙科 Hyperoliidae– 莎草蛙，“灌木蛙”
- 滑背蟾科 Leiuperidae （有時列為細趾蟾科）
- 細趾蟾科 Leptodactylidae– 南方蛙，熱帶蛙（包括胯腺蟾科 Cycloramphidae）
- 曼蛙科 Mantellidae– 馬爾加什蛙
- 姬蛙科 Microhylidae– 狹口蛙（包括短頭蛙）
- 龜蟾科 Myobatrachidae（包括汀蟾科，Rheobatrachidae）
- 多指節蟾科 Pseudidae
- 跳蛙科 Ranixalidae （有時被列入赤蛙科 Ranidae）
- 樹蛙科 Rhacophoridae– 灌木蛙
- 達爾蛙科 Rhinodermatidae  – （有時列為胯腺蟾科）
- 塞舌蛙科 Sooglossidae– 塞舌爾蛙和豬鼻蛙（包括印度鼻蛙 Nasikabatrachidae）
- Strabomantidae Hedges, Duellmann & Heinicke, 2008 （某些以前被認為屬於短頭蟾科）
- 池蟾科 Telmatobiidae Fitzinger, 1843